# Adam Rydel

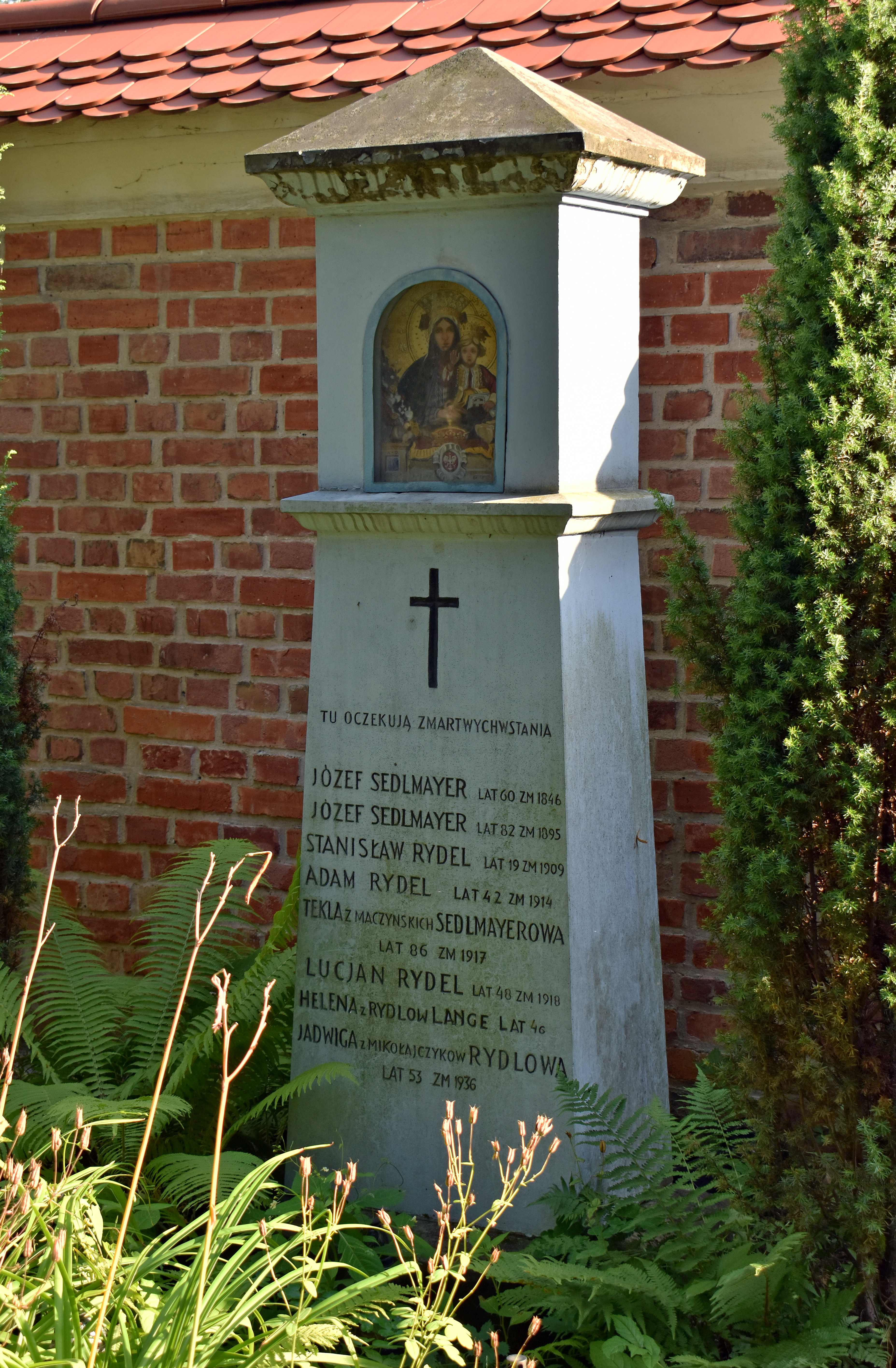
Grób Adama Rydla na cmentarzu Rakowickim

Adam Rydel (ur. 1 czerwca 1872 w Krakowie, zm. 31 maja 1914 tamże) – polski lekarz neurolog i psychiatra.

## Życiorys
Syn Lucjana Rydla (1833–1895), rektora Uniwersytetu Jagiellońskiego, i Heleny z Kremerów, brat poety i pisarza Lucjana Rydla (1870–1918) i Anny Rydlówny (1884–1969).
Ukończył Gimnazjum św. Anny w Krakowie. Studiował medycynę na Uniwersytecie Jagiellońskim w latach 1893–1899. W trakcie studiów zajmował się neuroanatomią pod kierunkiem Kazimierza Kostaneckiego i Adama Bochenka. Po otrzymaniu tytułu doktora uzupełniał studia we Frankfurcie nad Menem u Carla Weigerta i Ludwiga Edingera. Uczył się też neurologii klinicznej u Friedricha Jolly'ego, Emanuela Mendla i Hermanna Oppenheima w Berlinie, potem w Paryżu u Pierre′a Mariego i Jules′a Déjerine'a. W latach 1905–1908 był asystentem Jana Piltza w Klinice Neurologiczno-Psychiatrycznej w Krakowie. Później pracował jako lekarz w Szpitalu św. Łazarza. Był wiceprezesem Krakowskiego Towarzystwa Lekarskiego. 
Wspólnie z Friedrichem Seifferem zajmowali się czuciem wibracyjnym. Wprowadzili do neurologii specjalne widełki stroikowe (kamerton), tzw. widełki Rydla-Seiffera.
Adam Rydel nie założył rodziny, zmarł w rodzinnym mieście w wieku 42 lat. Pochowany jest na cmentarzu Rakowickim w rodzinnym grobowcu.
Miał zainteresowania artystyczne. Przyjaźnił się z Kazimierzem Przerwą-Tetmajerem. Sportretował go Józef Mehoffer.

## Prace
- A. Rydel, W. Seiffer. Untersuchungen über das Vibrationsgefühl oder die sog. „Knochensensibilität“ (Pallästhesie). „Archiv für Psychiatrie und Nervenkrankheiten”. 37 (2), s. 488–536, 1903. DOI: 10.1007/BF02228367.
- Mesure des troubles de la sensibilité au diapason. Revue Neurologique 11, s. 1201 (1903)
- Seiffer, Rydel. Ueber Knochensensibilität. Centralblatt für Nervenheilkunde und Psychiatrie 14, ss. 332-334 (1903)
- Sur l'anatomie pathologique d'une forme d'hérédo-ataxie cérébelleuse. Nouvelle iconographie de la Salpêtrière  17, ss. 289-303 (1904)
- Guinon, Rydel. Amyotrophie progressive généralisée type Charcot-Marie. Archives de Médecine des Enfants 12, ss. 599-611 (1909)